# 贝尔蒙 (上马恩省)
贝尔蒙（法語：Belmont，法語發音：[bɛlmɔ̃] ⓘ）是法国上马恩省的一个市镇，属于朗格勒区。

## 地理
贝尔蒙（47°43'25"N, 5°32'47"E）面积7.47 平方千米，位于法国大東部大區上马恩省，该省份为法国东北部内陆省份，北起马恩省和默兹省，西接奥布省，西南接科多尔省，东南接上索恩省，东临孚日省。
与贝尔蒙接壤的市镇（或旧市镇、城区）包括：热讷夫里耶尔、索勒、尚普利特、托尔奈、尚瑟夫赖讷。
贝尔蒙的时区为UTC+01:00、UTC+02:00（夏令时）。

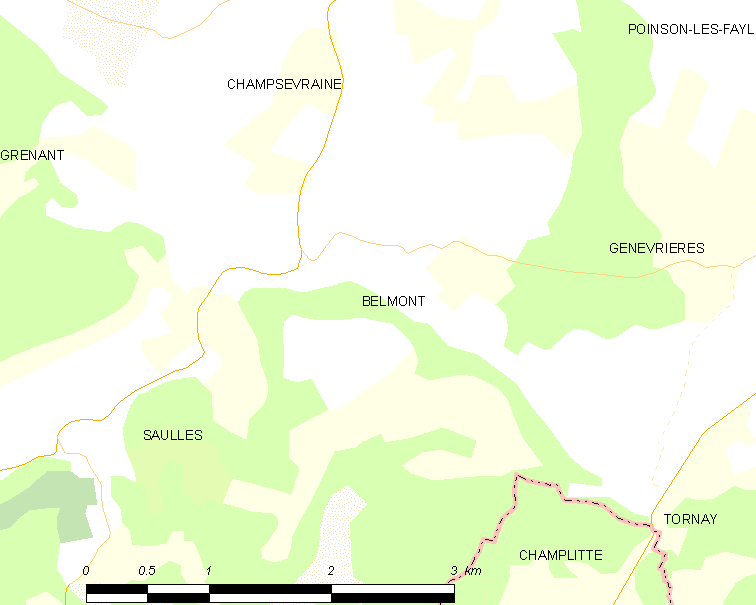
贝尔蒙的OSM定位图

## 行政
贝尔蒙的邮政编码为52500，INSEE市镇编码为52043。

## 政治
贝尔蒙所属的省级选区为沙兰德雷县。

## 人口

1962-2008年间贝尔蒙人口变化图示

贝尔蒙于2022年1月1日时的人口数量为48人。